# Gia Tiến (xã)
Gia Tiến là một xã thuộc huyện Gia Lộc, tỉnh Hải Dương, Việt Nam.

## Địa lý
Xã Gia Tiến có diện tích 6,19 km², dân số năm 2022 là 10.756 người, mật độ dân số đạt 1.737 người/km².

## Lịch sử
Ngày 24 tháng 10 năm 2024, Ủy ban Thường vụ Quốc hội ban hành Nghị quyết số 1250/NQ-UBTVQH15 về việc sắp xếp đơn vị hành chính cấp xã của tỉnh Hải Dương giai đoạn 2023 – 2025 (nghị quyết có hiệu lực từ ngày 1 tháng 12 năm 2024). Theo đó, thành lập xã Gia Tiến thuộc huyện Gia Lộc trên cơ sở toàn bộ 3,50 km² diện tích tự nhiên, quy mô dân số là 6.026 người của xã Gia Lương và toàn bộ 2,68 km² diện tích tự nhiên, quy mô dân số là 4.730 người của xã Tân Tiến.
Xã Gia Tiến có 6,19 km² diện tích tự nhiên và quy mô dân số là 10.756 người.